# Biblioteca del cinema François-Truffaut
La biblioteca del cinema François-Truffaut è una biblioteca specializzata dedicata al cinema, alla televisione e alla videoarte della città di Parigi. Si trova in 4 rue du Cinéma, nel Forum des Halles. Le sue collezioni sono composte da libri, riviste, ma anche da musica da film, film in DVD (fiction e documentari) e rassegne stampa.

## Nascita della collezione e della biblioteca
Dagli anni 1960, nella biblioteca del XX arrondissement, si iniziò a costituire un fondo per il cinema (in particolare preziose collezioni di riviste) su iniziativa dei suoi curatori, Germaine Frigot e poi Guy Baudin. Negli anni la collezione è cresciuta e poi, un po' dimenticata, è stata trasferita nel 1983 alla biblioteca André-Malraux nel VI arrondissement. Questa biblioteca, appena aperta a rue de Rennes, aveva più spazio. Affidata a Gilles Ciment, il figlio di Michel Ciment, la collezione prese il nome di “Bibliothèque du Cinéma”, si rinnovò, si organizzò, si arricchì, organizzava mostre, pubblicava una rassegna, gestiva proiezioni-dibattiti e cicli di conferenze. Il quinto piano, che fungeva da sala proiezioni, finì per essere interamente dedicato al fondo del cinema. Mancava ancora lo spazio, in particolare per accogliere il numero sempre crescente di utenti, e la questione del trasloco venne affrontata dalla fine degli anni ottanta. Gilles Ciment sviluppò diversi progetti per diverse sedi vacanti, ma si stancò ed aderì al gruppo della Bibliothèque de France, che sarebbe diventata la Bibliothèque François Mitterrand. Il progetto rallentò e solo nel 2006 divenne parte di un'idea di una biblioteca specializzata.

## La biblioteca oggi
La biblioteca del cinema François Truffaut aprì le sue porte il 5 dicembre 2008 entrando a far parte del cluster di attività cinematografiche formato attorno al Forum des images e al multiplex UGC Ciné Cité Les Halles. Grazie all'arricchimento e all'ampliamento della collezione di film della biblioteca André-Malraux, offre in consultazione e prestito un'importante raccolta audiovisiva sulla storia e le tecniche del cinema, della televisione e del video.
Situata su una superficie di 1200 m² di cui 580 di spazi pubblici, è l'unica a Parigi ad offrire in un unico sito il prestito di tutti i documenti dedicati al cinema: 31 700 libri, 65 titoli di riviste, 7 200 rassegne stampa (37 000 titoli di film), 3 100 DVD in consultazione e 18 700 in prestito, 3 000 CD musicali per film.
Dispone anche degli archivi di Jean Gruault, uno sceneggiatore francese che collabora in particolare con Truffaut. Parte del loro lavoro è anche digitalizzato e accessibile dal catalogo delle biblioteche specializzate della città di Parigi, il resto della raccolta è consultabile su appuntamento e riguarda molti altri registi (Alain Resnais, Jacques Rivette, Roberto Rossellini …).

## Servizi e attività
La biblioteca pubblica bibliografie dedicate a un particolare genere di cinematografia. Organizza proiezioni settimanali gratuite nel suo cinema "la Lucarne". Offre incontri regolari intorno al cinema. È la prima biblioteca specializzata nella città di Parigi ad essere aperta la domenica.